# Филармонический оркестр имени Яначека
Филармонический оркестр имени Яначека (чеш. Janáčkova filharmonie Ostrava) — чешский симфонический оркестр, базирующийся в Остраве.

## История коллектива
Помимо действовавшей в городе оперы отдельные симфонические концерты в Остраве начали проводиться регулярно с 1890-х гг., сперва силами относившегося к немецкой общине любительского Оркестрового общества классической музыки (нем. Orchester-Verein für classische Musik). С 1927 года возглавивший Остравскую оперу Ярослав Вогель заложил традицию регулярных симфонических концертов. В 1929 году в городе был основан радиооркестр, музыканты которого по особым случаям (в том числе при приезде известных дирижёров и солистов, среди которого наиболее часто посещал Остраву Пауль Хиндемит) объединялись с оперным оркестром в один коллектив. В 1954 году в рамках восстановления чешской культурной сцены после Второй мировой войны был основан Остравский симфонический оркестр (чеш. Ostravský symfonický orchestr), с 1962 года выступавший под названием Государственный филармонический оркестр Остравы (чеш. Státní filharmonie Ostrava), а в 1971 году получивший имя композитора Леоша Яначека.
Уже в 1958 году коллектив дебютировал на международной арене, а годом позже отправился на гастроли в Австралию. В 1965 год оркестр осуществил для национального лейбла Supraphon первую запись — оркестровую сюиту «Пикассиада» Карела Купки, — и далее вплоть до начала 1990-х гг. специализировался почти исключительно на записи чешской музыки. В 1998 году из солистов оркестра образовался камерный оркестр «Камерата имени Яначека» (чеш. Camerata Janáček). В 2015 году вышел сборник статей о музыкальной жизни Остравы, приуроченный к 60-летию оркестра.

## Главные дирижёры
- Отакар Паржик (1954—1955)
- Иржи Вальдганс (1955—1962)
- Вацлав Йирачек (1962—1966)
- Йозеф Даниэль (1966—1968)
- Отакар Трглик (1968—1987)
- Томаш Коутник (1987—1990)
- Деннис Бурк (1990—1991)
- Леош Сваровский (1991—1993)
- Кристиан Арминг (1996—2002)
- Петр Вронский (2002—2004)
- Теодор Кучар (2005—2012)
- Хейко Матиас Фёрстер (2014—2019)
- Василий Синайский (с 2020)